# Un marzo da leoni
Un marzo da leoni (3月のライオン?, 3-gatsu no raion, lett. "Il leone di marzo"), anche noto come March Comes in like a Lion, è un manga scritto e disegnato da Chika Umino, serializzato sul Young Animal di Hakusensha dal 13 luglio 2007. Un adattamento anime, prodotto da Shaft, ha iniziato la trasmissione televisiva in Giappone l'8 ottobre 2016, mentre un omonimo film live action, diviso in due parti, è uscito tra il 18 marzo e il 22 aprile 2017. In Italia il manga è edito da Planet Manga, mentre i diritti della prima stagione dell'anime sono stati acquistati da Dynit per VVVVID.

## Trama
Ambientata in un quartiere di Tokyo, la storia segue le vicende di Rei Kiriyama, giocatore professionista di shōgi, che a  diciassette anni vive da solo, essendo orfano e quasi senza amici. Tra i suoi pochi conoscenti c'è una famiglia composta da una giovane donna, Akari Kawamoto, dalle sue due sorelle Hinata (che frequenta le scuole medie) e Momo, la più piccola, e dal loro nonno. Rei, col proseguire della storia, matura sempre più sia come giocatore sia come persona, mentre sviluppa poco a poco le sue relazioni con gli altri, in particolare con le sorelle Kawamoto.

## Personaggi
Rei Kiriyama (桐山 零?, Kiriyama Rei)
Doppiato da: Kengo Kawanishi
Akari Kawamoto (川本 あかり?, Kawamoto Akari)
Doppiata da: Ai Kayano
Hinata Kawamoto (川本 ひなた?, Kawamoto Hinata)
Doppiata da: Kana Hanazawa
Momo Kawamoto (川本 モモ?, Kawamoto Momo)
Doppiata da: Misaki Kuno

## Media

### Manga
Il manga, scritto e disegnato da Chika Umino, ha iniziato la serializzazione sulla rivista Young Animal di Hakusensha il 13 luglio 2007. La serie è entrata nel suo climax ad agosto 2023. Il primo volume tankōbon è stato pubblicato il 22 febbraio 2008 e al 29 agosto 2023 ne sono stati messi in vendita in tutto diciassette. In Italia la serie è stata annunciata al Romics 2010 da Planet Manga e pubblicata da febbraio 2011.

#### Volumi
| Nº | Data di prima pubblicazione                 | Data di prima pubblicazione                                                 | Data di prima pubblicazione | Data di prima pubblicazione |
| Nº | Giapponese                                  | Giapponese                                                                  | Italiano                    | Italiano                    |
| -- | ------------------------------------------- | --------------------------------------------------------------------------- | --------------------------- | --------------------------- |
| 1  | 22 febbraio 2008                            | ISBN 978-4-592-14511-0                                                      | 13 febbraio 2011            | ISBN 978-88-6346-940-0      |
| 2  | 28 novembre 2008                            | ISBN 978-4-592-14512-7                                                      | 13 marzo 2011               | ISBN 978-88-6589-071-4      |
| 3  | 12 agosto 2009                              | ISBN 978-4-592-14513-4                                                      | 10 aprile 2011              | ISBN 978-88-6589-094-3      |
| 4  | 9 aprile 2010                               | ISBN 978-4-592-14514-1                                                      | 8 maggio 2011               | ISBN 978-88-6589-192-6      |
| 5  | 26 novembre 2010                            | ISBN 978-4-592-14515-8                                                      | 11 giugno 2011              | ISBN 978-88-6589-230-5      |
| 6  | 22 luglio 2011                              | ISBN 978-4-592-14516-5                                                      | 7 aprile 2012               | ISBN 978-88-6589-851-2      |
| 7  | 23 marzo 2012                               | ISBN 978-4-592-14517-2                                                      | 13 aprile 2013              | ISBN 978-88-6304-841-4      |
| 8  | 14 dicembre 2012                            | ISBN 978-4-592-14518-9                                                      | 16 novembre 2013            | ISBN 978-88-912-5260-9      |
| 9  | 27 settembre 2013                           | ISBN 978-4-592-14519-6                                                      | 6 settembre 2014            | ISBN 978-88-912-5606-5      |
| 10 | 28 novembre 2014 (ed. regolare & speciale)  | ISBN 978-4-592-14520-2 (ed. regolare) ISBN 978-4-592-14750-3 (ed. speciale) | 5 settembre 2015            | ISBN 978-88-912-5976-9      |
| 11 | 25 settembre 2015 (ed. regolare & limitata) | ISBN 978-4-592-14521-9 (ed. regolare) ISBN 978-4-592-14777-0 (ed. limitata) | 21 aprile 2016              | ISBN 978-88-912-6164-9      |
| 12 | 29 settembre 2016 (ed. regolare & speciale) | ISBN 978-4-592-14522-6 (ed. regolare) ISBN 978-4-592-14778-7 (ed. speciale) | 27 aprile 2017              | ISBN 978-88-912-6525-8      |
| 13 | 29 settembre 2017                           | ISBN 978-4-592-14523-3                                                      | 15 marzo 2018               | ISBN 978-88-912-6851-8      |
| 14 | 21 dicembre 2018                            | ISBN 978-4-592-16024-3                                                      | 12 settembre 2019           | ISBN 978-88-912-8997-1      |
| 15 | 26 dicembre 2019                            | ISBN 978-4-592-16025-0                                                      | 20 agosto 2020              | ISBN 978-88-912-9475-3      |
| 16 | 29 settembre 2021                           | ISBN 978-4-592-16026-7                                                      | 29 settembre 2022           | ISBN 978-88-287-2086-7      |
| 17 | 29 agosto 2023                              | ISBN 978-4-592-16027-4                                                      | 8 agosto 2024               | ISBN 978-88-287-4262-3      |
| 18 | 29 settembre 2025                           | ISBN 978-4-592-16028-1                                                      | —                           | —                           |

### Anime
Un adattamento anime di ventidue episodi, prodotto da Shaft e diretto da Akiyuki Shinbō, è andato in onda su NHK General TV dall'8 ottobre 2016 al 18 marzo 2017. Le sigle di apertura e chiusura, entrambe interpretate dai Bump of Chicken, sono rispettivamente Answer (アンサー?, Ansā, lett. "Risposta") e Fighter (lett. "Combattente"). In Italia la serie è stata acquistata da Dynit, che ha pubblicato gli episodi sottotitolati in simulcast su VVVVID a partire dal 10 ottobre 2016, mentre in altre parti del mondo i diritti sono stati acquistati da Daisuki, Crunchyroll, Aniplex of America e Anime Limited. Una seconda stagione, annunciata al termine dell'ultimo episodio della prima, è stata trasmessa a partire dal 14 ottobre 2017 fino al 31 marzo 2018 da NHK. A partire dal 26 aprile 2019 anche la seconda stagione è disponibile su Netflix. Entrambe le stagioni sono state rimosse da quest'ultimo il 31 marzo 2022.

#### Episodi
| Nº                            | Titolo italiano Giapponese 「Kanji」 - Rōmaji | In onda          | In onda |
| Nº                            | Titolo italiano Giapponese 「Kanji」 - Rōmaji | Giapponese       |         |
| Prima stagione (22 episodi)   | |                  |         |
| 1                             | Kiriyama Rei 「桐山 零」 - Kiriyama ReiLa città sulla sponda del fiume 「河沿いの町」 - Kawazoi no machi | 8 ottobre 2016   |         |
| 2                             | La città sulla sponda del fiume (continuazione) 「河沿いの町（承前）」 - Kawazoi no machi (shōzen)Akari 「あかり」 - AkariAl di là del ponte 「橋の向こう」 - Hashi no mukō                                                                                         | 15 ottobre 2016  |         |
| 3                             | Harunobu 「晴信」 - HarunobuOltre il cielo notturno 「夜空のむこう」 - Yozora no mukō | 22 ottobre 2016  |         |
| 4                             | Hina 「ひな」 - HinaVersus 「ブイエス」 - Buiesu | 29 ottobre 2016  |         |
| 5                             | Patto 「契約」 - KeiyakuNel nido del cuculo 「カッコーの巣の上で」 - Kakkō no su no ue de | 5 novembre 2016  |         |
| 6                             | Il figlio di Dio (parte 1) 「神さまの子供（その①）」 - Kamisama no kodomo (sono 1)Il figlio di Dio (parte 2) 「神さまの子供（その②）」 - Kamisama no kodomo (sono 2)Il figlio di Dio (parte 3) 「神さまの子供（その③）」 - Kamisama no kodomo (sono 3)              | 12 novembre 2016 |         |
| 7                             | Il figlio di Dio (parte 3) - continuazione 「神さまの子供（その③）承前」 - Kamisama no kodomo (sono 3) shōzenPersone preziose, cose preziose. 「大切なもの。大切なこと。」 - Taisetsu na mono. Taisetsu na koto.Insegnami lo shogi 「将棋おしえて」 - Shōgi oshiete | 19 novembre 2016 |         |
| 8                             | Insegnami lo shogi - continuazione 「将棋おしえて（承前）」 - Shōgi oshiete (shōzen)Un volto nostalgico 「面影」 - OmokageTuoni lontani (1) 「遠雷①」 - Enrai 1 | 3 dicembre 2016  |         |
| 9                             | Tuoni lontani (2) 「遠雷②」 - Enrai 2Tuoni lontani (3) 「遠雷③」 - Enrai 3 | 10 dicembre 2016 |         |
| 10                            | Ciò che fu regalato (1) 「贈られたもの①」 - Okurareta mono 1Ciò che fu regalato (2) 「贈られたもの②」 - Okurareta mono 2 | 17 dicembre 2016 |         |
| 11                            | L'anno che va 「ゆく年」 - Yuku toshiL'anno che viene 「くる年」 - Kuru toshi | 24 dicembre 2016 |         |
| 12                            | Ciò che sta sull'altra riva 「対岸にあるもの」 - Taigan ni aru monoIl fiume nero (1) 「黒い河①」 - Kuroi kawa 1 | 7 gennaio 2017   |         |
| 13                            | Il fiume nero (2) 「黒い河②」 - Kuroi kawa 2Oltre la porta 「扉の向こう」 - Tobira no mukō | 14 gennaio 2017  |         |
| 14                            | Oscurità accecante 「まぶしい闇」 - Mabushii yamiUn sorso d'acqua 「ほんの少しの水」 - Hon no sukoshi no mizu | 21 gennaio 2017  |         |
| 15                            | Chiaro di luna 「月光」 - GekkōUn ammasso di ego 「自我のカタマリ」 - Jiga no katamari | 28 gennaio 2017  |         |
| 16                            | Correndo nella notte 「夜を駆ける」 - Yoru o kakeruIn mezzo alla discesa 「坂の途中」 - Saka no tochū | 4 febbraio 2017  |         |
| 17                            | Fili d'argento 「銀の糸」 - Gin no itoLa superficie dell'acqua 「水面」 - SuimenLe profondità di una notte azzurra 「青い夜の底」 - Aoi yoru no soko | 11 febbraio 2017 |         |
| 18                            | Acque impetuose 「奔流」 - HonryūIl tempo passa 「経る時」 - Heru toki | 18 febbraio 2017 |         |
| 19                            | Viaggiando nella notte 「夜を往く」 - Yoru o ikuKyoto (1) 「京都①」 - Kyōto 1 | 25 febbraio 2017 |         |
| 20                            | Kyoto (2) 「京都②」 - Kyōto 2Kyoto (3) 「京都③」 - Kyōto 3 | 4 marzo 2017     |         |
| 21                            | Quando sbocciano i fiori di ciliegio 「桜の花の咲く頃」 - Sakura no hana no sakukoroUn flebile sussurro 「小さなつぶやき」 - Chiisa na tsubuyaki | 11 marzo 2017    |         |
| 22                            | Il nuovo trimestre 「新学期」 - ShingakkiFighter 「ファイター」 - Faitā | 18 marzo 2017    |         |
| Seconda stagione (22 episodi) | |                  |         |
| 23                            | Tramonto 「西陽」 - NishibiRamune 「ラムネ」 - Ramune | 14 ottobre 2017  |         |
| 24                            | Caos 「混沌」 - KontonKumakura 「隈倉」 - Kumakura | 21 ottobre 2017  |         |
| 25                            | Giugno 「六月」 - RokugatsuIl cespuglio della coccinella (parte 1) 「てんとう虫の木 1」 - Tentō chū no ki (ichi) | 28 ottobre 2017  |         |
| 26                            | Il cespuglio della coccinella (parte 2) 「てんとう虫の木 2」 - Tentō chū no ki (ni)Il cespuglio della coccinella (parte 3) 「てんとう虫の木 3」 - Tentō chū no ki (san)Emozione 「想い」 - Omoi                                                                     | 4 novembre 2017  |         |
| 27                            | Emozione (Continua) 「想い」 - OmoiConfessione 「告白」 - Kokuhaku | 11 novembre 2017 |         |
| 28                            | Piccolo mondo 「小さな世界」 - Chīsana sekaiLettera 「手紙」 - Tegami | 18 novembre 2017 |         |
| 29                            | L'inizio della stagione delle piogge 「梅雨の始まり」 - Tsuyu no hajimariHachiya 「蜂谷」 - Hachiya | 25 novembre 2017 |         |
| 30                            | Luna di mezzogiorno 「真昼の月」 - Mahiru no tsukiAvventurieri 「冒険者たち」 - Bōkensha tachi | 2 dicembre 2017  |         |
| 31                            | Regno (parte 1) 「王国 1」 - Ōkoku (ichi)Regno (parte 2) 「王国 2」 - Ōkoku (ni) | 9 dicembre 2017  |         |
| 32                            | Ali argentee 「銀の羽根」 - Gin no haneI colori del fiume 「川景色」 - Kawa keshiki | 16 dicembre 2017 |         |
| 33                            | Dove il Sole splende 「陽のあたる場所」 - Hi no ataru bashoPiccolo mondo 「小さな世界」 - Chīsana sekai | 23 dicembre 2017 |         |
| 34                            | Nebbia nera 「黒い霧」 - Kuroi kiriLuce 「光」 - Hikari | 6 gennaio 2018   |         |
| 35                            | Piccola palma 「小さな手のひら」 - Chīsana tenohiraHinata 「日向」 - Hinata | 13 gennaio 2018  |         |
| 36                            | Scorrere via 「流れていくもの」 - Nagarete iku monoTempesta bianca (parte 1) 「白い嵐 1」 - Shiroi arashi (ichi) | 20 gennaio 2018  |         |
| 37                            | Tempesta bianca (parte 2) 「白い嵐 2」 - Shiroi arashi (ni)Tempesta bianca (parte 3) 「白い嵐 3」 - Shiroi arashi (san)Tempesta bianca (parte 4) 「白い嵐 4」 - Shiroi arashi (yon)                                                                                 | 27 gennaio 2018  |         |
| 38                            | Tempesta bianca (parte 4 continua) 「白い嵐 4」 - Shiroi arashi (yon)Tempesta bianca (parte 5) 「白い嵐 5」 - Shiroi arashi (go)Un nuovo inizio 「再始動」 - Saishidō                                                                                               | 3 febbraio 2018  |         |
| 39                            | Terra bruciata (parte 1) 「焼野が原 1」 - Yakenogahara (ichi)Terra bruciata (parte 2) 「焼野が原 2」 - Yakenogahara (ni) | 3 marzo 2018     |         |
| 40                            | Terra bruciata (parte 3) 「焼野が原 3」 - Yakenogahara (san)Terra bruciata (parte 4) 「焼野が原 4」 - Yakenogahara (yon) | 10 marzo 2018    |         |
| 41                            | Essere qui 「ここにいること」 - Koko ni iru kotoVacanze estive (parte 1) 「夏休み 1」 - Natsuyasumi (ichi) | 17 marzo 2018    |         |
| 42                            | Vacanze estive (parte 2) 「夏休み 2」 - Natsuyasumi (ni)Capodanno 「あたらしい年」 - Atarashī toshi | 24 marzo 2018    |         |
| 43                            | Tempo che scorre 「経る時」 - Heru tokiArriva la primavera 「春が来る」 - Harugakuru | 31 marzo 2018    |         |
| 44                            | Un'altra casa 「もうひとつの家」 - Mō hitotsu no ieFiglio della città di marzo 「三月町の子」 - Sangatsu-chō no ko | 31 marzo 2018    |         |

## Accoglienza
La serie è stata nominata al 2° Manga Taishō nel 2009 e ha vinto l'omonimo premio nel 2011; sempre nello stesso anno, ha ottenuto il Premio Kodansha per i manga nella categoria generale assieme a Uchu kyodai - Fratelli nello spazio di Chūya Koyama e ha vinto la diciottesima edizione del Premio culturale Osamu Tezuka. Nel sondaggio Manga Sōsenkyo 2021 indetto da TV Asahi, 150 000 persone hanno votato la loro top 100 delle serie manga e Un marzo da leoni si è classificata al 99º posto.